# Адвокати Арканзаса за децу и породицу
Адвокати Арканзаса за децу и породицу (енгл. The Arkansas Advocates for Children and Families) или скраћено AACF, непрофитна је адвокатска организација која подстиче јавну политику Арканзаса у заступању деце и породице. Њена мисија је „да заштити и промивише, властитим истраживањем, образовање и правно заступање, деце и њихових породица у Арканзасу, како би им се осигурала прилика да воде здрав и продуктиван живот“.
Организација је основана 1977. године, од стране неискусне адвокатске групе, међу којима је била и Хилари Родам Клинтон и до данас је подржана од стране неких појединаца и организација.